# Maria von Bulgarien
Maria Assena (bulg.: Мария; † nach 1216) war eine bulgarische Prinzessin aus dem Haus Assen und eine Kaiserin des lateinischen Konstantinopel als zweite Ehefrau des Kaisers Heinrich.
Sie war eine Tochter des Zaren der Bulgaren Kalojan (Johannitzes), der 1207 im Kampf gegen die Lateiner gestorben war, welche sich nach der Eroberung von Konstantinopel (Vierter Kreuzzug) im byzantinischen Raum festgesetzt hatten. Der Thron der Bulgaren wurde darauf von dessen Neffen Boril usurpiert, der zum Zwecke seiner Herrschaftskonsolidierung den Frieden mit den Lateinern suchte. So wurde Maria von ihm 1212 mit dem lateinischen Kaiser Heinrich verheiratet.
Kaiser Heinrich starb 1216. Zeitgenössische Chronisten vermuteten hinter seinem Tod einen Giftmord und verdächtigten unter anderem auch Maria der Tat. Über sie ist von da ab nichts mehr überliefert.

## Einzelnachweis
1. ↑  Kenneth M. Setton, Robert Lee Wolff, Harry W. Hazard: A History of the Crusades, Volume II: The Later Crusades, 1189-1311 (2006), S. 210

| Vorgängerin         | Amt                                             | Nachfolgerin         |
| ------------------- | ----------------------------------------------- | -------------------- |
| Marie von Champagne | Kaiserin des Lateinischen Reiches 1212 bis 1216 | Jolante von Flandern |

| Personendaten    | Personendaten                                       |
| ---------------- | --------------------------------------------------- |
| NAME             | Maria von Bulgarien                                 |
| ALTERNATIVNAMEN  | Maria Assena                                        |
| KURZBESCHREIBUNG | Kaiserin des lateinischen Reichs von Konstantinopel |
| GEBURTSDATUM     | 12. Jahrhundert                                     |
| STERBEDATUM      | nach 1216                                           |